# オルトギ酸トリメチル
オルトギ酸トリメチル（オルト ギさんトリメチル、英: Trimethyl orthoformate）は、最も単純なオルトエステルである。有機合成化学において、アルデヒドの保護基を導入する際の試薬として使用される。アルデヒドとオルトギ酸トリメチルとの反応により、アセタールが生じる。一般に、塩酸を用いて脱保護することができる。
工業的には、シアン化水素とメタノールから製造される
オルトギ酸トリメチルはメトキシメチレン基や複素環式化合物を作る際に有用な構成要素となる。RNH2からR-NH-CHOを作る際など、求核性の基材にホルミル基を導入できる。農業用殺菌剤のアゾキシストロビンや、フロキサシン系の医療用抗菌剤をはじめとする医薬品の中間体の製造にも活用されている。
消防法に定める第4類危険物 第1石油類に該当する。